# 陽気なルーシー
『陽気なルーシー』（ようきなルーシー、Here's Lucy）は、アメリカで1968年～1974年に6シーズン、144エピソードが放送されたシットコムのテレビドラマ。1951年にスタートしたルシル・ボールが主人公「ルーシー」を演じる人気シリーズの1本。

## 概要
『アイ・ラブ・ルーシー』（1951年–1957年）、『The Lucy-Desi Comedy Hour』（1957年-1960年）、『ルーシー・ショー』（1962年–1968年）に続くルシル・ボール主演「ルーシー」シリーズの第4作。ルーシーの娘と息子役にボールの実子であるルシー・アナーズとデジ・アナーズ・ジュニアを起用。前作『ルーシー・ショー』でルーシーの上司を演じて好評だったゲイル・ゴードンが本作ではルーシーの義理の兄弟で職場の上司として引き続き出演している。日本では1971年4月3日から1972年3月26日までTBSで日曜朝10時30分に放送された。1986年にはテレビ東京で午後12時に再放送された。

## 登場人物
- ルーシー・カーター 演 - ルシル・ボール / 日本語版声優 - 高橋和枝

本作の主人公。
- ハリソン・カーター 演 - ゲイル・ゴードン / 日本語版声優 - 雨森雅司

ルーシーの義理の兄弟で上司。
- キム・カーター 演 - ルシー・アーナズ / 日本語版声優 -

ルーシーの娘
- クレイグ・カーター 演 - デジ・アーナズ・ジュニア / 日本語版声優 -

ルーシーの息子
- メリー・ジェーン 演 - メアリー・ジェーン・クロフト / 日本語版声優 -

## スタッフ
- 監督 - コビー・ラスキン
- 製作 - クレオ・モーガン
- 脚本 - ボブ・キャロル・ジュニア、マデリン・デイヴィス